# Irish League 1904-1905
L'Irish League 1904-1905 è stata la 15ª edizione della prima divisione del campionato nordirlandese di calcio.
Il campionato era formato da otto squadre e il Glentoran vinse il titolo dopo uno spareggio con il Belfast Celtic. Non vi furono retrocessioni.

## Classifica finale
| Pos. | Squadra        | G  | V | N | P  | GF | GS | Punti |
| ---- | -------------- | -- | - | - | -- | -- | -- | ----- |
| 1    | Glentoran      | 14 | 9 | 3 | 2  | 22 | 12 | 21    |
| 2    | Belfast Celtic | 14 | 9 | 3 | 2  | 21 | 10 | 21    |
| 3    | Linfield       | 14 | 6 | 4 | 4  | 18 | 12 | 16    |
| 4    | Distillery     | 14 | 6 | 3 | 5  | 16 | 11 | 15    |
| 5    | Cliftonville   | 14 | 6 | 1 | 7  | 17 | 17 | 13    |
| 5    | Shelbourne     | 14 | 5 | 3 | 6  | 15 | 17 | 13    |
| 7    | Derry Celtic   | 14 | 1 | 5 | 8  | 12 | 31 | 7     |
| 8    | Bohemians      | 14 | 2 | 2 | 10 | 15 | 26 | 6     |

G = Partite giocate; V = Vittorie; N = Nulle/Pareggi; P = Perse; GF = Goal fatti; GS = Goal subiti; 

### Spareggio per il titolo
- Glentoran 3-1 Belfast Celtic